# 薩馬賴-穆魯阿縣
10°34′55″S 150°39′22″E / 10.582°S 150.656°E
薩馬賴-穆魯阿縣（英語：Samarai-Murua District），是巴布亞新畿內亞的縣份之一，位於新畿內亞島東南部，由米爾恩灣省負責管轄，首府設於伍德拉克島，面積3,081平方公里，2011年人口58,590，人口密度每平方公里19人。